# Utasi Árpád
Utasi Árpád (Csantavér, 1992. december 31. –) vajdasági magyar mesemondó, az RTL Klub 2007-es Csillag születik tehetségkutató versenyének győztese.

## Életútja
Kilencéves korában kezdett el mesemondással foglalkozni. A falubeli könyvtárosnő fedezte fel, és ő készítette fel szerepléseire. Árpi több vajdasági mesemondó versenyen elindult és szép sikereket ért el.
2007 decemberében a Csillag születik december 22-ei döntőjében a közönség szavazatai alapján ő nyerte meg a versenyt, a főnyeremény gépkocsival és az egy éven át adományozott havi 1 000 000 forintos nyereménnyel együtt.
A vetélkedő megnyerése után Veszprémben élt, ahol az Indul a bakterház című darab főszereplője volt.
Apja 2009-ben, motorosbalesetben elhunyt.
2010-ben egy szabadkai kiadó leszerződtette 2 évre mesemondónak. Szintén ez év szeptemberétől mezőgazdasági gépszerelő szakon megkezdte tanulmányait egy topolyai iskolában.